# Bureau international des droits des enfants
 (juin 2011).
Si vous disposez d'ouvrages ou d'articles de référence ou si vous connaissez des sites web de qualité traitant du thème abordé ici, merci de compléter l'article en donnant les références utiles à sa vérifiabilité et en les liant à la section « Notes et références ».
Le Bureau international des droits des enfants (IBCR) est une organisation internationale non gouvernementale chargée de protéger les droits de l'enfant. Il est basé à Montréal (Canada) et a été fondé par la juge Andrée Ruffo (Canada) et Bernard Kouchner (France).

## Présentation
Fondé en 1994, le Bureau international des droits des enfants est une organisation internationale non gouvernementale dotée d’un statut consultatif auprès du Conseil économique et social des Nations Unies (ECOSOC). 
Le Bureau a pour mission première de promouvoir et de protéger les droits de l’enfant conformément à la Convention relative aux droits de l’enfant (CDE) adoptée par les Nations Unies en 1989 et ratifiée par 192 pays.
Depuis Montréal, une vingtaine de professionnels, épaulés par une équipe de stagiaires, apporte une expertise technique aux intervenants agissant auprès des enfants au Québec, au Canada, et dans plus de 15 autres pays, principalement en Afrique et au Moyen-Orient mais également en Amérique latine et en Asie. Par l’accompagnement de partenaires locaux qui œuvrent directement auprès des enfants, l’équipe du Bureau contribue activement à l’apparition de changements dans les façons de travailler et dans les comportements propices à une meilleure protection des mineurs.
Animé par l’idéal d’un monde où les droits de l’enfant sont pleinement respectés et mis en œuvre, le Bureau cherche à contribuer à la promotion et à la protection de ces droits en demeurant fidèle aux valeurs qui le distinguent : le professionnalisme, la rigueur, et le souci de générer un impact durable. Partout où il intervient, le Bureau adapte ses interventions au contexte local et aux besoins de ses partenaires, cherchant à valoriser les savoirs locaux, et favoriser la participation des enfants.

## Conseil d’administration
Le Bureau est géré par un conseil d’administration multidisciplinaire formé d’experts internationaux et canadiens qui se spécialisent dans les domaines des droits de la personne, de l’enfance et de la justice pénale. 

### Membres du conseil d’administration
- Roberta Cecchetti : Président du conseil
- Annick Murphy : Vice-présidente
- Darrel Nadeau : Trésorier
- Jean-Claude Legrand : Secrétaire Général
- Ulla Kourany : Administratice
- Luis Ernesto Pedernera Reyna : Administrateur
- Ghizlaine Benjelloun : Administratice
- Roberta Cecchetti : Administratrice
- Alexia Tye : Administratice

## Équipe
- Martin Causin : Directeur général
- Marie-Claude Mercier : Directrice des opérations et des partenariats
- Mélissa David : Directrice administrative, financière et des ressources humaines
- Julie Dénommée : Directrice des programmes et de l'apprentissage
- Laura Marcela Bolivar : Directrice des ressources humaines
- Emmanuelle Parent : Coordinatrice du Programme de coopération volontaire
- Mahamadi Oubda : Chef Bureau Projet - République Démocratique du Congo
- Felipe Juàrez : Chef Bureau Projet - Sénégal
- Astou Fall Ndeye : Cheffe Bureau Projet - Burkina Faso
- Harouna Salé : Chef Bureau Projet - Mali

L’équipe du Bureau international des droits des enfants compte chaque année une trentaine de stagiaires, des étudiants venus de tous horizons et issus de diverses disciplines dont le droit, les sciences politiques, les études internationales, la psychologie ainsi que les relations publiques.

## Projets

### Domaines d'expertise
Centre d’expertise technique destiné à renforcer les capacités de celles et de ceux qui travaillent directement avec les enfants, le Bureau collabore avec des travailleurs sociaux, des représentants des forces de sécurité, des officiers du système  judiciaire, des organisations de la société civile et du secteur privé formel et informel, ainsi qu’avec des décideurs en vue de les aider à adopter des pratiques adaptées aux droits de l’enfant. Le Bureau appuie ainsi les efforts de réformes structurelles en cours ou souhaités par ses partenaires, qui vont dans le sens d’une pratique professionnelle plus respectueuse des droits des enfants. Ce soutien s’articule de multiples façons :
- Le renforcement des compétences des acteurs du système de protection de l’enfant par l’introduction d’une approche intégrée et durable au sein des cursus nationaux des centres de formation spécialisés (écoles de magistrature, académies policières ou militaires, écoles de travail social, etc.);
- La réalisation d’évaluations, d’analyses comparatives et de rapports de recherche, qui mettent surtout l’accent sur les actions prometteuses entreprises par des intervenants de première ligne en vue de faire face aux principaux enjeux concernant les enfants auxquels ils sont confrontés;
- La formation de formateurs dans une perspective de certification, permettant à ces derniers d’acquérir les habiletés nécessaires pour maîtriser l’andragogie en tant que processus d’apprentissage;
- L’appui technique à des processus de réforme des lois et des procédures concernant les enfants
- La conception participative de trousses d’acquisition de compétences adaptées aux enfants;
- La production d’outils de surveillance et d’application de la Convention relative aux droits de l’enfant ;
- Des mesures de plaidoyer constructif et d’accompagnement institutionnel en faveur des droits de l’enfant
- L’appui à la mise en place de coalitions et de réseaux stratégiques impliquant les gouvernements et/ou les organisations de la société civile, en vue de mettre au service des acteurs de changement des idées, techniques et documents qui les aideront à promouvoir et protéger plus efficacement les droits de l’enfant.

Le Bureau est à l’origine des Lignes directrices en matière de justice pour les enfants victimes et témoins d’actes criminels (les Lignes directrices) adoptées par les Nations unies (ONUDC) en 2005.
L'IBCR est responsable de la première campagne nationale canadienne pour la lutte contre l'exploitation sexuelle des enfants dans le secteur du voyage et du tourisme, qui a été officiellement lancée le 18 novembre 2010 à l’aéroport international Montréal-Pierre Elliott Trudeau, à Montréal (Québec).
Le Bureau international des droits des enfants est le représentant canadien du Code de Conduite contre l'exploitation sexuelle des enfants (UNICEF/ECPAT)

### Axes de programmation
- Les enfants et les situations d'urgence
- L'exploitation sexuelle des enfants à des fins commerciales
- Les enfants et la justice
- Les enfants et le monde économique
- La valorisation des filles

## Quelques publications
- 2015:  Standard minimum pour la protection de l’enfance no. 14 : Justice pour enfants (version française et anglaise)
- 2014:  Les expériences et les leçons tirées provenant d'Afrique de l'Est, de l'Ouest et du Centre (version française et anglaise)
- 2014:  Rapport de systématisation du projet de lutte contre le tourisme sexuel des enfants du Costa Rica
- 2013:  Programme des enfants victimes et témoins d'actes criminels
- 2010 : Les enfants et les conflits armés : guide en matière de droit international humanitaire et de droit international des droits de la personne
- 2009 : Connaître les droits de l'enfant[4]
- 2008 : Boîte à outils pour la protection des enfants victimes de la traite ou à risque de le devenir
  - Faire des droits de l’enfant une réalité dans la région des Grands Lacs africains : Les profils nationaux du Burundi, de la République du Congo, et la République démocratique du Congo et du Rwanda (version française)
- 2007 : Making Children’s Rights Work in North Africa : profils nationaux de l'Algérie, Égypte, Libye, Maroc et Tunisie (versions anglaise et arabe)
  - Stratégie d’action en matière de protection des droits des enfants victimes de la traite au Québec
  - Version adaptée aux enfants des Lignes directrices en matière de justice pour les enfants victimes et témoins d’actes criminels
- 2006 : Making Children’s Rights Work : profils nationaux du Cambodge, Indonésie, Sri Lanka, Timor et Vietnam (version anglaise)
- 2005 : Mise en œuvre des droits de l’enfant : perspectives nationales et internationales
- 2003 : Guide sur le droit humanitaire et le droit applicable aux enfants touchés par les conflits armés
  - Towards a Culture of Tolerance and Peace
- 2000 : Les dimensions internationales de l’exploitation sexuelle des enfants